# Puchowiec wspaniały
Puchowiec wspaniały (Ceiba speciosa) – gatunek drzewa z rodziny ślazowatych i podrodziny wełniakowych. Pochodzi z południowej części Ameryki Południowej.

## Morfologia
PokrójRozłożyste drzewo osiągające do 15 m wysokości. Pień młodszych drzew zielony i pokryty cierniami, u starszych szary i gruby.
LiścieDługoogonkowe, dłoniaste, opadają w czasie suszy. Drzewo pozostaje w stanie bezlistnym nawet przez kilka miesięcy.
KwiatyZebrane w pęczki. Barwy różowej, liliowej lub fioletowej, płatki korony u nasady białawo-żółte, pokryte ciemnymi plamkami. Pojawiają się przed liśćmi. Pręciki zrośnięte w jedną rurkę o długości do 8 cm.
OwoceGruszkowate torebki, brązowe, o długości do 20 cm, pękające klapkami, które odpadają i biały puch wydostaje się na zewnątrz.

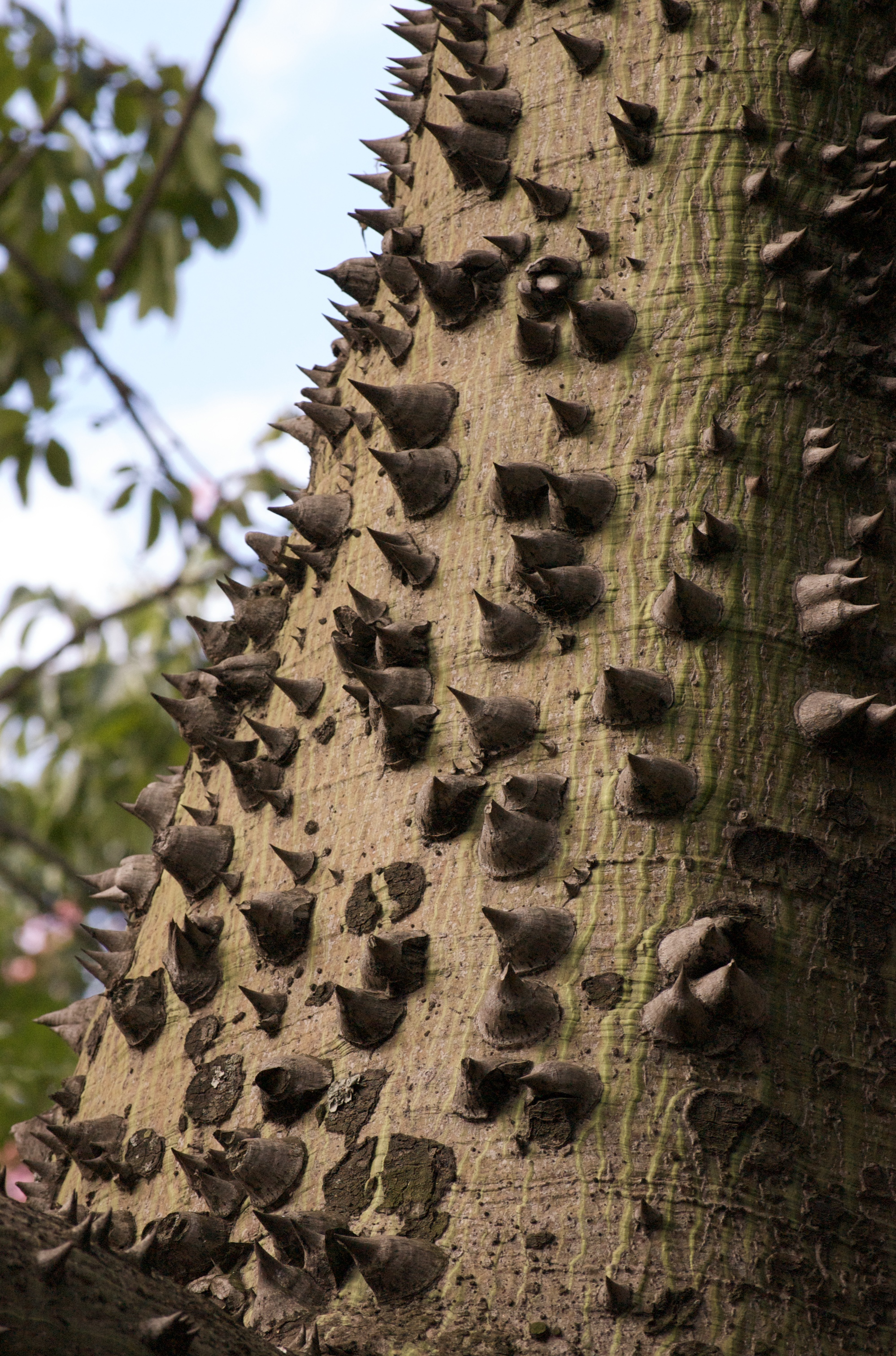
Ciernista kora
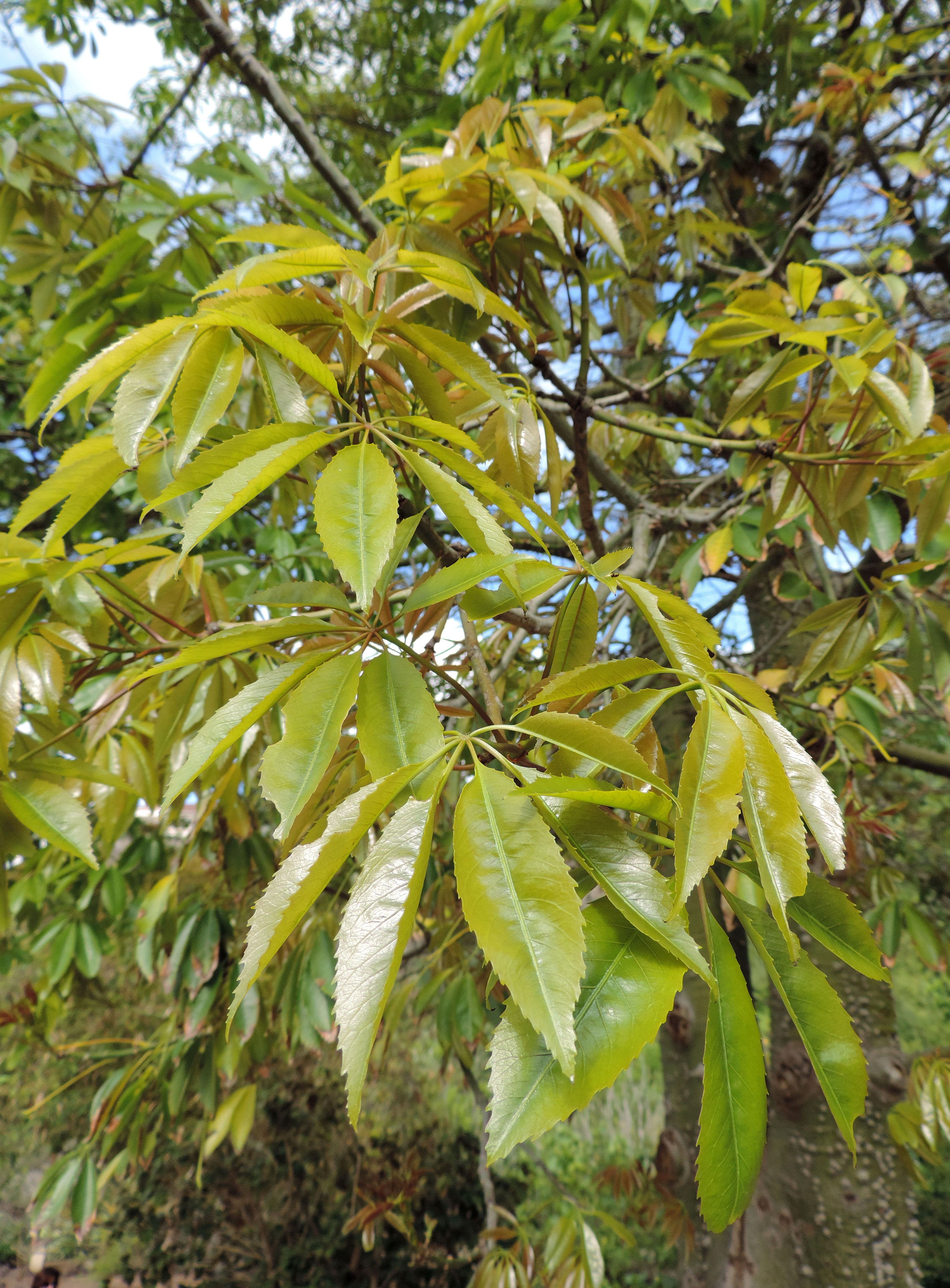
Liście
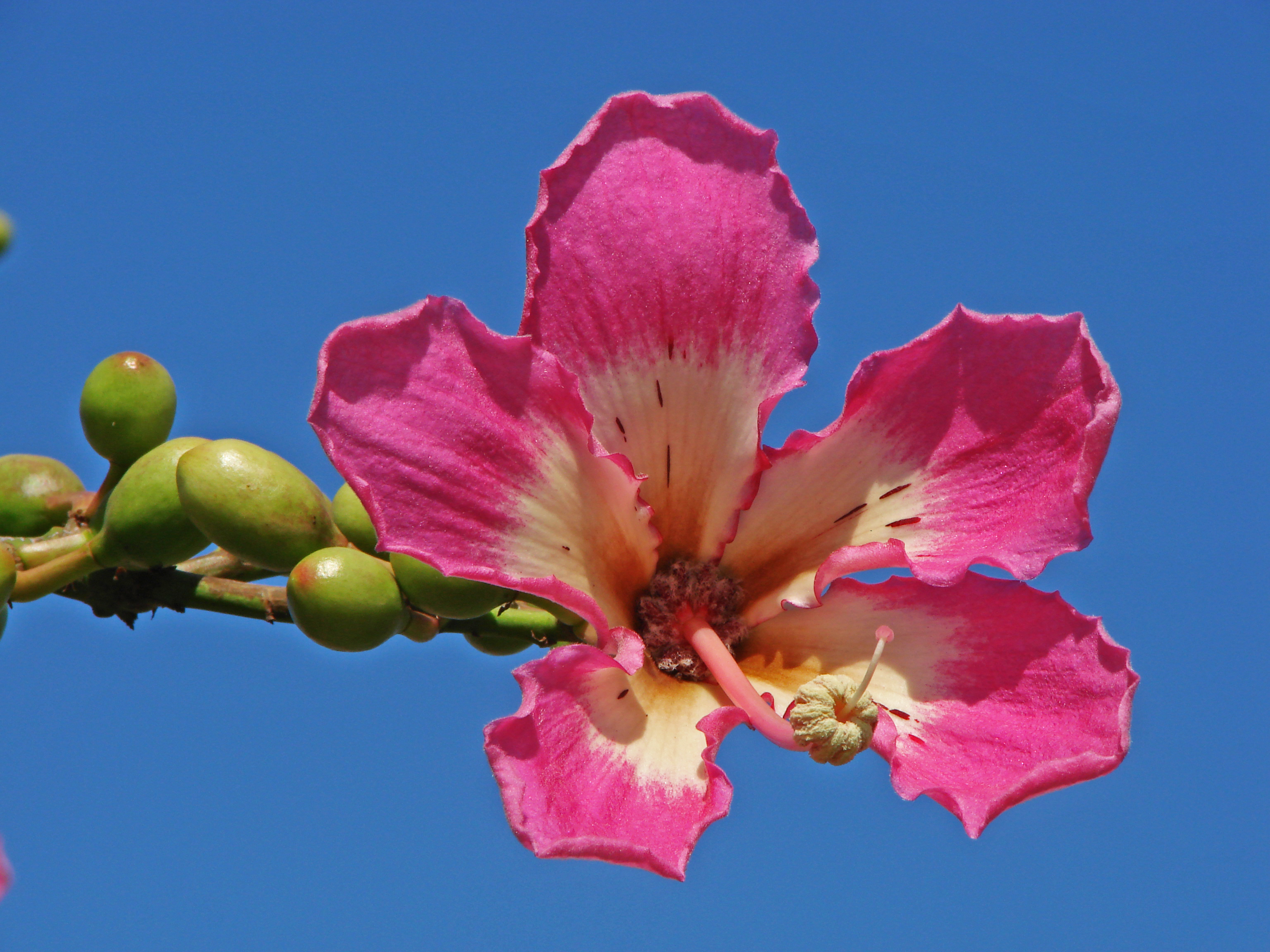
Kwiat
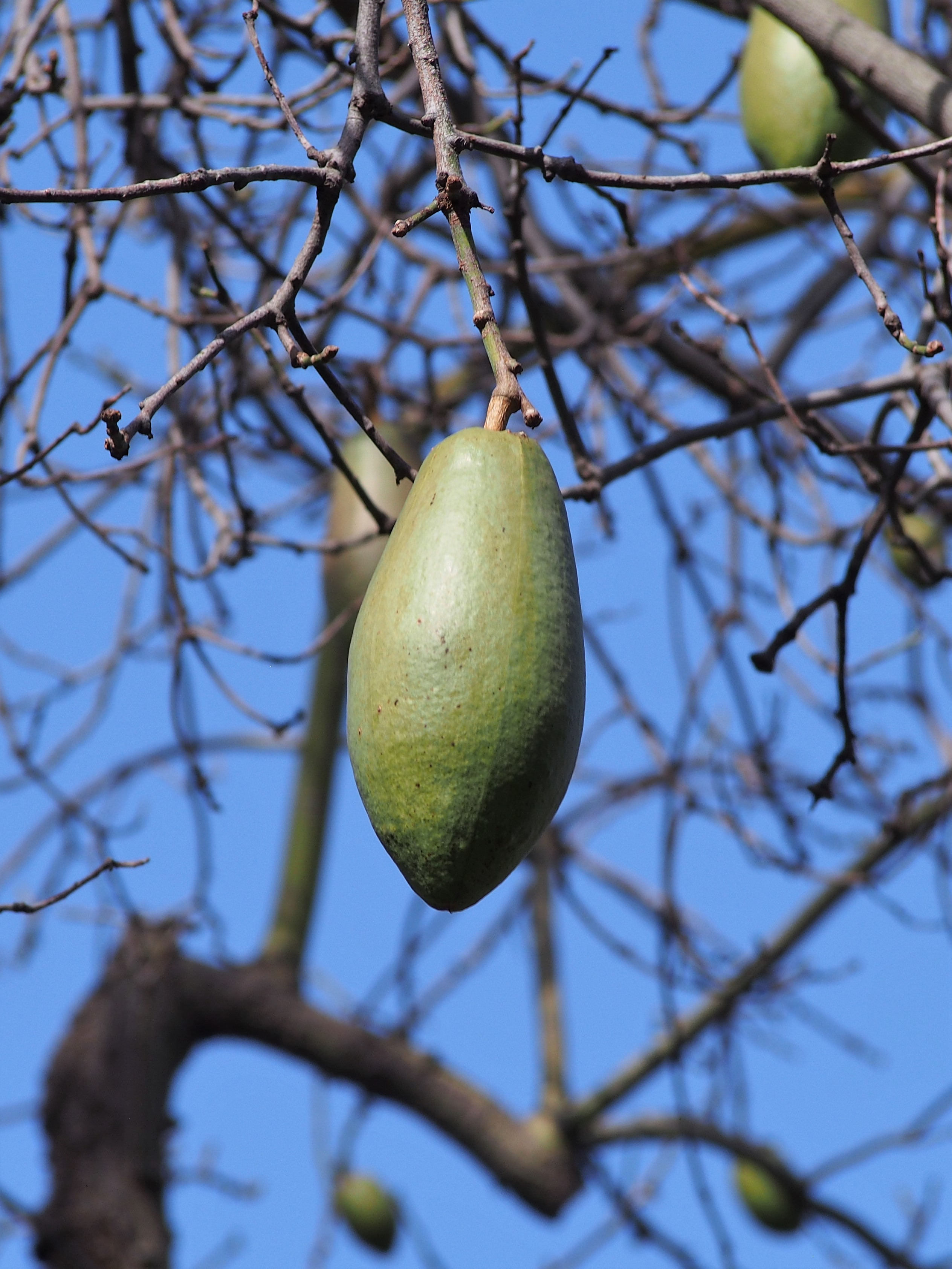
Owoc
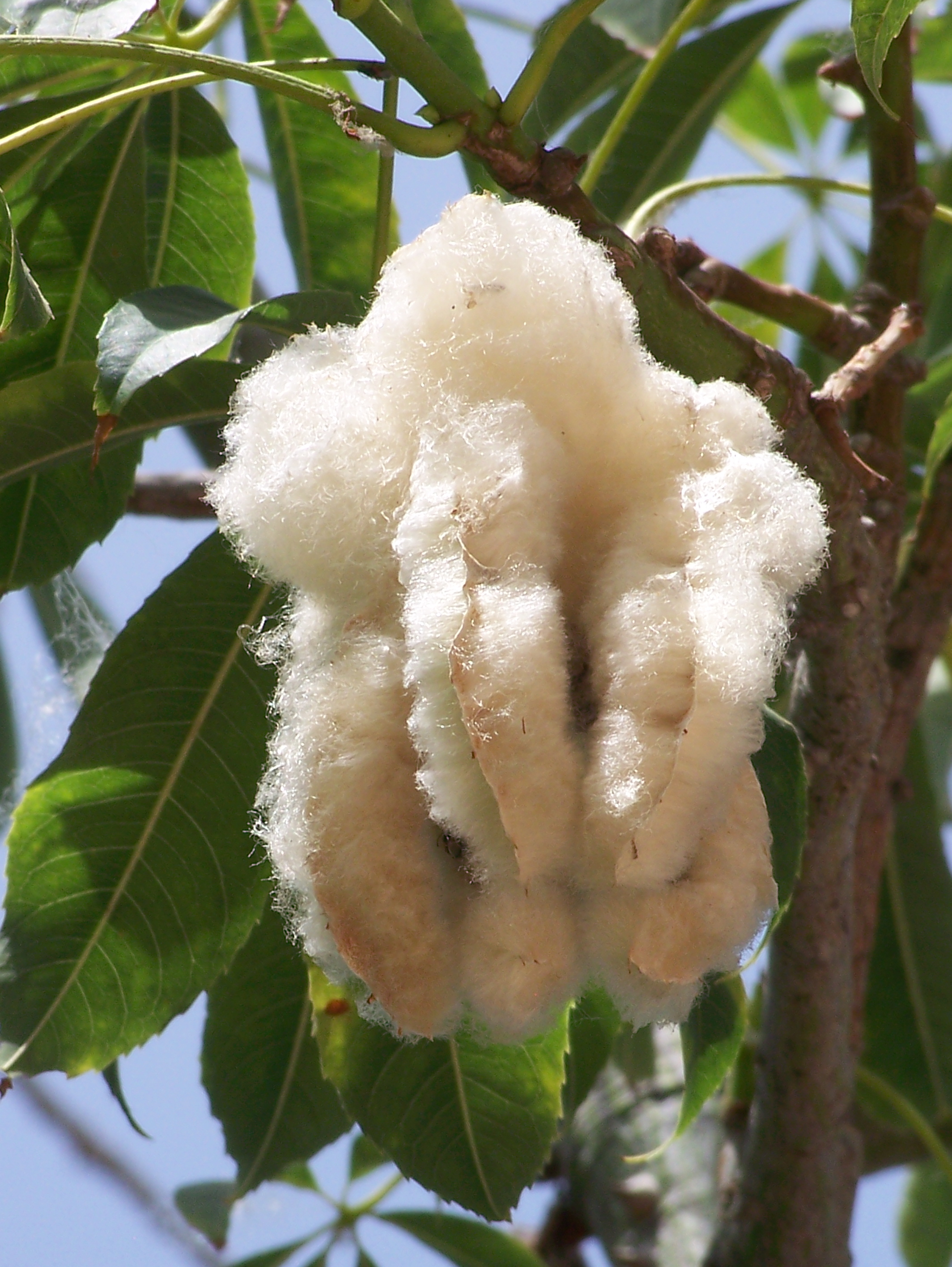
Puch z pękniętego owocu

## Zastosowanie
Sadzony powszechnie w tropikach jako drzewo ozdobne ze względu na obfite kwiaty.